# 蔄姓
蔄是中國的一個罕見姓氏，或由㒼訛變而來。該姓氏的人數不足1,000，聚居於中國山東省威海文登市張家產鎮嶅山村，並播遷至河北省灤平縣紅旗鎮橋頭村、黑龍江省七台河市等地。台灣亦有極少數分佈。
《唐韻》、《廣韻》等中古時代的韻書已有記載「蔄」字。由於該生僻字不易於書寫和輸入，常誤作「簡」「苘」，或用音近字「滿」「萬」等替代。2013年發佈的《通用規範漢字表》收錄了此字，使之成為規範漢字。

## 知名人物
- 蔄茂安：史誌專家，中國地縣年鑒學會秘書長，南京中山文學院客座教授。[7]